# Lycodes macrochir
Lycodes macrochir är en fiskart som beskrevs av Schmidt, 1937. Lycodes macrochir ingår i släktet Lycodes och familjen tånglakefiskar. Inga underarter finns listade i Catalogue of Life.